# Daniel Haas
Daniel Haas (Erlenbach am Main, 1983. augusztus 1. –) német labdarúgó, az 1. FC Union Berlin kapusa. Többszörös utánpótlás válogatott.

## Pályafutása

### Hoffenheim
Daniel Haas egyike volt azon játékosoknak, akik az 1899 Hoffenheim keretének tagja volt akkor, amikor a klub a német másod-majd az első osztályba jutott az alsóbb osztályokból, ott pedig az élcsapatok közé került. Ramazan Özcan vagy Thorsten Kirschbaum mellett nem jutott sok játéklehetőséghez, Timo Hildebrand érkezésével pedig végleg kiszorult a csapatból, így is pályára lépett a klubban 51 bajnokin. 
Haas a 2010-11-es szezon első felében is megkapta a bizalmat, de Tom Starke érkezését követően elhagyta a Hoffenheimet.

### Union Berlin
2012. május 15-én lejárt a szerződése, így szabadon igazolhatott az Union Berlin csapatához, ahol kétéves szerződést írt alá. 2012. augusztus 6-án egy 3-3-as Kaiserslautern elleni döntetlennel debütált.

### Erzgebirge Aue
2016 júliusában a másodosztályú Erzgebirge Aue szerződtette. 2016. október 14-én mutatkozott be új csapatában.